# Donatella Tesei
Donatella Tesei (n. 17 iunie 1958, Foligno, Umbria, Italia) este o politiciană italiană.